# Pálffy Miklós (országbíró)
Erdődi gróf Pálffy Miklós (Bécs, 1710. szeptember 4. – Bécs, 1773. február 6.) kancellár, országbíró.

## Élete
Gróf Pálffy Lipót (1681-1720) ezredes és Souches Mária grófnő fia. 1732-ben lett császári és királyi kamarás, 1734. január 16-án Magyarország főudvarmestere, 1739. október 7-én a magyar királyi udvari kancelláriánál lett tanácsos, erre nézve 1741. október 6-án letette az esküt és mindjárt a kancellár után kapott széket. 1745. október 5-én I. Ferenc császár kegyéből a római birodalmi titkos tanácsosságot nyerte. 1746. június 4-én Mária Terézia királyasszony dekrétuma szerint valóságos belső titkos tanácsosi kinevezést kapott. Ugyanezen év július 8-án a kancelláriai tanácsosságot váratlanul letette, azonban 1758. március 15-én Magyarország főkancellára lett. 1759. november 13-án I. Ferenc római császártól az aranygyapjas rendet kapta. 1760. szeptember 28-án Pozsonyban mint királyi biztos az újonnan állított magyar nemes testőrséget felesküdtette. 1762. november 27-én a kancellárságról lemondott, valamint a hétszemélyes táblától is búcsút vett. 1765. április 27-én Mária Terézia Magyarország bírájává nevezte ki. 1767. július 30-án II. József császár Szent István apostoli király rendjének nagykeresztesévé tette.

## Házassága
Pálffy Miklós 1733. január 12-én vette el Bécsben, gróf Althann Mária Anna Szidóniát (1715–1790), Althann Mihály János (1679–1722) kamarás, csáktornyai nagybirtokosnak a lányát.